# Божеєвиці (Жнінський повіт)
Божеєвиці (пол. Bożejewice, нім. Boschwitz) — село в Польщі, у гміні Жнін Жнінського повіту Куявсько-Поморського воєводства.
Населення — 244 особи (2011).
У 1975-1998 роках село належало до Бидгощського воєводства.

## Демографія
Демографічна структура станом на 31 березня 2011 року:
|          | Загалом | Допрацездатний вік | Працездатний вік | Постпрацездатний вік |
| -------- | ------- | ------------------ | ---------------- | -------------------- |
| Чоловіки | 125     | 36                 | 78               | 11                   |
| Жінки    | 119     | 30                 | 68               | 21                   |
| Разом    | 244     | 66                 | 146              | 32                   |